# PVC-fönster

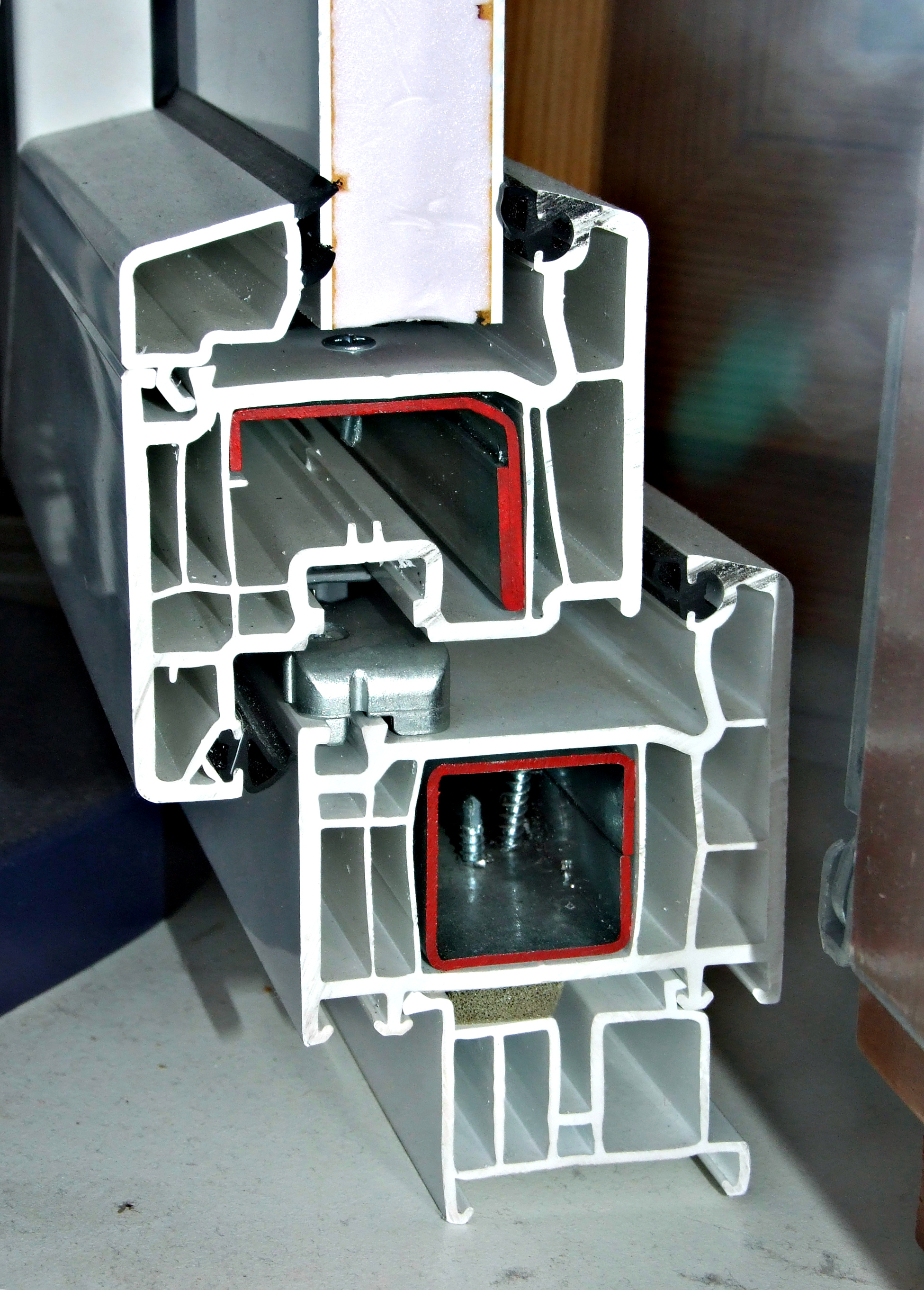
Fönsterkarm av PVC

PVC-fönster är en typ av fönster där styva PVC-profiler utgör huvudmaterialet i bågen och karmen. Produktbegreppet "PVC-fönster" innefattar även dörrar och skjutpartier baserade på PVC-profiler.

## Bakgrund
Polyvinylklorid, förkortat till PVC, är en termoplastisk polymer och den tredje största av de vanligaste plastsorterna. Det är en kedjepolymer av vinylkloridmolekyler som man med hjälp av olika tillsatsmedel kan ge varierande egenskaper. PVC används främst inom bygg-och konstruktionssektorn, såsom för profiler till fönster och dörrar och till rör för vatten, avlopp och gas.

## Historik
De första PVC-fönstren började tillverkas 1954 av företaget Trocal i Tyskland, och av naturliga skäl blev de populära i områden av världen där tillgången till trä var begränsad, detta i kombination med dess motståndskraft mot ljus, kemikalier och korrosion gjorde att PVC-profiler blev ett passande material för fönstertillverkning.

## Tillverkning
PVC-råvaran och de nödvändiga tillsatsmedlen blandas i en mekanisk höghastighetsblandare. Tillsatsmedel som används är stabilisator för att kunna tåla temperaturen vid extruderingen och för att ge utmärkt väderbeständighet, titandioxid för att ge vit färg och bra UV-skydd, mineraliskt fyllmedel för ökad styvhet och dimensionsstabilitet samt slagseghetstillsats. Den pulverformiga mixen överförs till en extruder (strängsprutningsmaskin) där polymermixen  vid ca 200°C smälts, bearbetas och formas till profiler som därefter kyls och kapas i lämpliga längder. De färdiga profilerna består av flera olika kammare med mellanväggar. I några av dessa kammare monteras också stål- eller aluminiumprofil för att ge förstärkt infästning av gångjärn och andra beslag. De prefabricerade fönsterprofilerna högfrekvenssvetsas slutningen till färdiga fönsterkarmar och fönsterbågar.

## Egenskaper
Ett PVC-fönster behöver aldrig målas, varken utvändigt eller invändigt. Nödvändigt underhåll är smörjning av gångjärn och beslag samt avtorkning eller tvätt av profilytorna.

### Livslängd
En undersökning av PVC-fönster monterade mellan 1987 och 1993, genomförd 2007 av Sveriges Tekniska Forskningsinstitut visade på god hållbarhet i PVC-fönster. 63 fönster testades och jämfördes med fönster i SP:s testvägg med resultatet att 49 % av PVC-fönstren var utan anmärkning, att jämföra med 27 % av referensfönstren. Av anmärkningarna gällde majoriteten öppnings- och stängningsfunktionen. Inga försämrade egenskaper kring luft-, regntäthet eller slagtålighet kunde ses efter 15 års bruk.

### Brand
Som alla plaster utvecklar PVC rök och giftiga gaser när den brinner. Dock visade en undersökning genomförd 1987 vid Lunds Tekniska Högskola att inredningen gav mycket mer giftiga rökgaser, så bidraget från fönstren kunde bortses från och det var därmed inte någon betydande skillnad i brandsäkerhet mellan fönster av PVC, PUR, trä eller aluminium.
När PVC brinner – det är mycket annat än fönster som är PVC i olika slags lokaler, t.ex. datorhallar, radiostationer etc – frigörs saltsyra vilket allvarligt skadar elektronik, som utsätts för saltsyreångor. När större mängd PVC brinner i lokaler byggda med armerad betong kan saltsyreångor tränga in i betongen och angripa armeringsjärn. I bägge fallen bör sanering med stora mängder vatten sättas igång utan dröjsmål. Vatten i elektronik kan tyckas farligt, men erfarenheten visar att elektronik som utsatts för saltsyreångor och efter tvättningen torkats med varmluft kan bli fullt funktionsdugliga.

## Miljö
2004 sammanställde EU-kommissionen sin rapport kring PVC. Den innehöll bland annat en livscykelanalys för PVC-fönster. Analysen visade att det förvisso gick åt mer energi för att producera PVC-fönster än träfönster, men att denna energi till stor del stannade kvar i konstruktionen. Man kom också fram till att utsläppen av skadliga ämnen från produktionen var noterbart låga, delvis som en konsekvens av att man inte behöver behandla PVC-profiler med ytskydd, lack eller färg. Slutsatsen var att PVC-profiler har en låg miljöpåverkan så länge de tas om hand och återvinns efter användning. Om de däremot bränns stiger miljöpåverkan drastiskt.
PVC-branschen har i sitt frivilliga åtagande VinylPlus satt upp som mål till år 2025 att minst 900 000 ton PVC skall återvinnas per år i Europa och till år 2030 skall minst 1 miljon ton återvinnas. Som återvinning räknas inte energi-återvinning eller generering av bränsle.
År 2021 återvanns nästan 811 000 ton PVC. 64 % av detta var produktionsspill (“pre-consumer") och 36 % var avfall av använda produkter (“post-consumer”). Detta utgör ca 27 % av det totalt genererade PVC-avfallet.
Inom ramen för VinylPlus har sedan starten år 2000 nu 7,3 miljoner ton PVC-produkter återvunnits.